# Stalachtis lineata
Stalachtis lineata is een vlindersoort uit de familie van de prachtvlinders (Riodinidae), onderfamilie Riodininae.
Stalachtis lineata werd in 1844 beschreven door Guérin-Méneville.